# Електрическа кана
Електрическата кана, или електрически чайник, е домакински електрически уред, спадащ към дребната бяла техника, който служи за загряване на вода в малки количества (до 2 литра).
Използва се като бърз и удобен източник на гореща вода за приготвяне на чай, разтворимо кафе, адаптирано мляко и за всякакви други домашни цели, за които е необходима чиста гореща вода. Не се препоръчва да се ползва за загряване на други течности освен вода, като например мляко, тъй като те загарят по нагревателя на дъното. Мощността на нагревателите е между 0,5 и 3 kW.
Съвременните кани са снабдени със система за изключване на захранването при завиране на водата. За правилното действие на тази температурна защита е необходимо капакът на каната да е затворен, тъй като системата следи температурата на парата, а не на водата. Обикновено каните имат отделна електрозахранваща поставка (свързана чрез кабел с мрежата за електрозахранване), от която се отделят и се пренасят, без да се ограничават от дължината на кабела. Някои конструкции позволяват каните да се въртят на 360 градуса върху поставката.
Електрическите кани са най-икономичните електроуреди за затопляне на вода. Важен съвет за допълнителна икономия на енергия е в каната да се сипва само толкова вода, колкото е необходима за дадената цел (но не по-малко от препоръчвания минимум).